# 유재훈 (1961년)

유재훈(兪在勳; 1961년 3월 10일, 서울특별시~)은 국제금융공사(IFC)와 국제부흥개발은행(IBRD)의 선임스페셜리스트로 근무하였다. 

또한 기획재정부 국고국 국장과 금융위원회 상임위원으로 재직하였던 대한민국의 경제부처 공직자이다. 

한국예탁결제원 제20대 사장을 역임하였고 아시아인프라투자은행(AIIB)에서 회계감사국장과 총재선임보좌관을 지냈다.
건국대학교 행정대학원 석좌교수와 중국 산동재경대 한중일대학원 교수(부원장)로 재임하면서 아시아미래연구원(공공외교), 해외입양인연대(자원봉사), 중국자본시장연구회(금융연구)의 이사장직을 수행한 바 있다.
현재는 예금보험공사 제12대 사장으로 재임하면서 동시에 국제보험계약자보호기구포럼(IFIGS) 제1부의장직과 국제예금보험기구협회(IADI) 이사직 및 아태지역위원장직을 수행하고 있다.

## 학력
- 1979 : 경기고등학교 졸업
- 1983 : 서울대학교 무역학과 학사
- 1985 : 서울대학교 행정대학원 행정학석사
- 1991 : 프랑스 파리 정치 대학 (Sciences Po de Paris) 경제학석사
- 1991 : 프랑스 국립행정학교 졸업
- 2011 : 경기대학교 경제학박사

## 약력
- 행정고시 26회 합격
- 재무부 경제협력국 외자관리과, 경제협력과
- 국제통화기금(IMF) 국제수지과정 연수(불어)
- 해외유학(프랑스 파리정치대학원 석사, 국립행정학교 졸업)
- 재무부 국고과, 증권발행과, 재정경제원 증권제도담당관실(4급)
- 아시아개발은행(ADB) 태평양지역국 Economist
- 금융감독위원회 국제협력과장, 은행감독과장, 증권감독과장(3급)
- 세계은행(IBRD) 자본시장 담당 Sr. Specialist
- 국제투자금융공사(IFC)/세계은행(IBRD) Sr. Specialist
- 금융위원회 대변인
- 기획재정부 국고국 국장[5]
- 한나라당 정책위 수석전문위원
- 금융위원회 증권선물위원회 상임위원[6]
- 한국예탁결제원 사장 (제 20대)
- 한국 파리정치대학 총동문회장 (전)
- 아시아인프라투자은행(AIIB) 회계감사국장/총재선임보좌관 (전)
- 한국자본시장연구원 초빙연구원 (전)
- 사회적금융연구회 공동의장 (전)
- 중국자본시장연구회 이사장 (전)
- 아시아미래연구원 이사장 (전)
- 해외입양인연대 이사장 (전)
- 건국대학교 행정대학원 석좌교수 (전)
- 중국 산동재경대 한중일대학원 교수(부원장) (전)
- 중국증권관리감독위원회 국제고문위원회 위원 (2017~2022)
- 한불상공회의소 명예회원 (현)
- 예금보험공사 사장 (현)[7]
- 국제보험계약자보호기구포럼(IFIGS) 제1부의장 (현)
- 국제예금보험기구협회(IADI) 집행이사(Executive Council) (현)[8]
- 국제예금보험기구협회(IADI) 아태지역위원장 (Asia-Pacific Regional Committee) (현)

## 상훈
- 한국공인회계사회 공로상(2013)
- 한국상장회사협의회 공로상(2013)
- 부정부패사범척결 공로 검찰총장표창(2013)
- 대통령 표창(2014)
- 대한민국 증권대상 공로상(2015)
- 제20회 입양의 날 대통령표창(2025)

## 저서 및 논문
[저서]
- Impact of the Asian Financial Crisis on the Bank's Pacific Developing Member Countries' Economies (편집) (1998, 아시아개발은행(ADB))
- The Korean Bond Market : The Next Frontiers(공저)(2008, 한국증권협회)
- 중국자본시장 발전보고 (2008,중국증권관리감독위원회)(공저)
- Financing Innovation: How to Build an Efficient Exchange for Small Firms (2008, World Bank)
- Study on the Financial Characteristics and Financing Patterns of Innovative Firms (2011, Ph.D Thesis, Kyunggi University, Korea)
- Creating an Artificial Sun : Shedding Light on Korea's Capital Market Development (2016, Korea Securities Depository)
- 한국자본시장발전론, 아시아미래연구원, 2023 (미발간)

[논문]
- '한국 양도소득세제의 개선방향'(1985. 서울대 석사학위논문)
- '프랑스 대외원조정책-한국에서의 시사점'(1991, 파리정치대학 석사학위논문)
- 'Financing Innovation : How to Build an Efficient Exchange for Small Firms'(2007, The World Bank)
- 'Financing Innovation : Developing SME stock exchanges'(2008, 한국증권연구원)
- '혁신기업의 재무적 특성과 자금조달행태에 관한 연구'(2011, 경기대 박사학위논문)
- '혁신중소기업의 재무적 행태에 관한 연구'(2014, 한국경제발전학회 경제발전연구) (공저)
- '혁신형 중소기업 지원정책의 현황 및 개선방안 연구' (2015, 국회예산정책처) (공저)
- '혁신형 중소기업의 조직자본과 성과분석'(2016, 한국산업경제학회) (공저)

## 주요 기고문
[한경에세이]
- 나란히 함께하는 승리 / 한경에세이 2024년09월03일
- 금융안정을 위해 파이팅! / 한경에세이 2024년09월10일
- 금융소비자 보호와 가상자산 / 한경에세이 2024년09월24일
- 아차! 송금 실수를 했다면 / 한경에세이 2024년10월1일
- AI가 내 근무시간을 줄인다면 / 한경에세이 2024년10월07일
- 대한민국의 미래와 소외 동포 / 한경에세이 2024년10월15일
- 금융 내부통제의 디지털화 / 한경에세이 2024년10월21일
- '테슬라 보험'과 예금보험의 미래 / 한경에세이 2024년10월29일

[매일경제]
- 거석화폐의 교훈 / 매경춘추 2014년05월08일
- 붕어빵 봉지 / 매경춘추 2014년05월16일
- 최고의 프랑스 요리 / 매경춘추 2014년05월24일
- 탁류 속에 핀 꽃 / 매경춘추 2014년06월02일
- 코스닥 이야기 / 매경춘추 2014년06월11일
- 자본주의 얼굴, 증권 / 매경춘추 2014년06월19일
- 모스카토 포도 / 매경춘추 2014년06월26일
- 창조와 혁신 키우는 크라우드펀딩 / 특별기고 2016년01월19일
- K예금보험 / 매경춘추 2023년 1월 7일
- 금융사고와 블랙박스 / 매경춘추 2023년 1월12일
- 예금보험 3.0의 시대 / 매경춘추 2023년 1월20일
- 인간은 누구나 실수를 한다 / 매경춘추 2023년 1월31일
- 석가탑과 금융소비자보호 / 매경춘추 2023년 2월7일
- 금융의 우로보로스 / 매경춘추 2023년 2월16일
- 자이낸스와 투자자 보호 / 매경춘추 2023년 2월24일

[머니투데이]
- 금융시장 방파제 '금융안정계정' / 기고 2023년 1월 4일
- 모럴 해저드와 싸우는 법 / 기고 2023년 5월31일

[서울경제]
- 보험산업과 예보의 아름다운 동행 / 로터리 2023년 11월 6일
- 한국의 '디아스포라'와 김발레리야의 눈물 / 로터리 2023년 11월 13일
- 예금자 알아야 은행 파산 막는다 / 로터리 2023년 11월 21일
- 반려해변(Adopt A Beach), 함께 할 결심 / 로터리 2023년 11월 28일
- 예금보험의 미래에 대한 상상 / 로터리 2023년 12월 5일
- 자본시장과 예보의 역할 / 로터리 2023년 12월 12일
- 차등보험료율제도의 미래 / 로터리 2023년 12월 19일
- 사회적경제기업과의 새로운 협력 모델 / 로터리 2023년 12월 26일

[헤럴드경제]
- 위안화 역외허브의 꿈 / 경제광장 2014년10월16일
- 증권 전자화의 첫 걸음, 전자단기사채 / 경제광장 2014년11월20일
- 한국산 펀드의 세계화 / 경제광장 2015년01월15일
- 글로벌 주민등록번호의 탄생 / 경제광장 2015년02월05일
- 1300조원의 의결권 시장 / CEO칼럼 2015년03월02일
- 자본시장의 해외직구 시대 / CEO칼럼 2015년03월19일
- 블록체인과 전자증권 / 헤럴드포럼 2016년05월13일

[이데일리]
- 땅 짚고 헤엄치기의 종언 / 목멱칼럼 2014년07월16일 보관됨 2015-04-02 - 웨이백 머신
- 자본시장 실크로드 / 목멱칼럼 2014년09월01일 보관됨 2015-04-02 - 웨이백 머신
- 스마트 개미, 자본시장 주역으로 키워야 / 목멱칼럼 2021년07월16일
- ESG가 성공적으로 정착하려면 / 목멱칼럼 2021년09월30일
- IPO러시에 떠올린 주식공급물량 조절제 / 목멱칼럼 2021년10월29일
- 양곡증권과 국채관리 선진화 / 목멱칼럼 2021년11월24일
- 대선후보들, 동학개미 응원한다면 / 목멱칼럼 2021년12월22일

[부산일보]
- 룩셈부르크와 부산 금융중심지 / 부일시론 2015년01월27일
- 부산이 닦아 준 '막순이'의 눈물 / 부일시론 2015년02월26일
- 부산의 증권박물관 / 부일시론 2015년03월26일
- 위안화 금융과 부산 / 부일시론 2015년04월23일
- 아시아 펀드시장과 AFSF / 부일시론 2015년05월26일
- 부산 기업시민 'KSD'의 특별한 사회공헌 / 부일시론 2015년06월23일

[국제신문]
- 문현지구와 금융 삼국지 / 특별기고 2015년01월23일
- 가상현실 열풍과 부산증권박물관 / CEO 칼럼 2016년05월25일
- 고령화 시대 '퇴직연금플랫폼' / CEO 칼럼 2016년09월07일

[금융투자협회]
- 자본시장의 新보릿고개를 넘기 위한 발전과 혁신과제 / 금융투자 2014년 6월호
- 후강통이 한국자본시장 미래에 던지는 시사점 / 2015년 중국자본시장연구

[디지털타임스]
- 핀테크의 꽃 `캡테크` 주목하자 /디지털타임스 포럼 2015년10월15일

[전자신문]
- 창조경제 주축, 혁신기업을 위한 자본시장 역할 /전자신문 2016년02월16일

[The Korea Times]
- Dealing with misdirected wire transfers / The Korea Times 2024년 2월 23일

## 주요 활동
- An interview with Xinhua News
- 예탁결제원, 중국은행과 MOU체결
- 예탁결제원, 이란 중앙예탁기관(CSDI)과 공동워크숍
- 예탁결제원 유재훈 사장, 유로클리어뱅크와 투자협력확대
- 유재훈 사장 한불경제포럼 참석 기조연설
- 한불상공회의소 '꼬레아페르' 유재훈 사장 인터뷰
- SBS CNBC (CEO&CEO) 유재훈 예탁결제원 사장, 방만경영 타파 속도 보관됨 2014-08-12 - 웨이백 머신
- 유재훈 예탁결제원 사장 "신의 직장은 없다"
- 유재훈 사장 “예탁결제원, 글로벌 법인식별기호 발급기관에 선정”
- 예탁결제원 유재훈 사장, 中 교통은행과 위안화 역외허브 활성화 협력
- 인터뷰 창립 40주년 한국예탁결제원 유재훈 사장 보관됨 2015-01-01 - 웨이백 머신
- 부산이전 금융기관 CEO에게 듣는다 <1> 한국예탁결제원 유재훈 사장
- 유재훈 예탁결제원 사장, 2015년 신년사 보관됨 2015-01-01 - 웨이백 머신
- 유재훈 사장, 룩셈부르크 금융사절단과 부산지역 금융발전 논의 보관됨 2015-07-10 - 웨이백 머신
- 범생이 이미지 'NO', 막걸리·의리 'YES'…서울대의 '개성파' 무역학과 성공記
- 부산금융허브 리더, 한국예탁결제원 유재훈 사장
- 자본시장 리더 3인, 특성화고서 '인기스타'된 사연
- 유재훈 “‘IT DNA’로 예탁결제원 변화·혁신”
- 터키 찾은 유재훈 예탁원 사장, 현지 금융기관 동분서주 왜?
- 이란 핵협상 타결 솔타니네자드 이란 중앙예탁기관 사장
- 유재훈 예탁결제원 사장, 증권사 CEO 대상 경영설명회 개최
- 유재훈 예탁원 사장, 'WFC 2015' 참석
- <매경CEO특강> 유재훈 한국예탁결제원 사장
- 유재훈 예탁원 사장, WFC서 '예탁결제회사의 혁신' 발표
- 유재훈 한국예탁결제원 사장 '해외에 답 있다' 보관됨 2016-03-05 - 웨이백 머신
- 유재훈 예탁원 사장 "거래소-예탁원 분리 방안 찬성"
- 유재훈 예탁결제원 사장 청년인턴 대상 CEO 간담회 개최
- 유재훈 예탁결제원 사장, 中 당국과 위안화 허브 구축 관련 면담
- 유재훈 예탁결제원 사장,유라시아예탁결제회사회의서 주제발표
- NSPTV 문현금융단지 1주년 기획(4) 유재훈 한국예탁결제원 사장, “KSD의 BIFC 입주가 부산과 한국경제에 미치는 영향"
- 유재훈 예탁결제원 사장, ‘유로아시아 경제포럼’ 참가 보관됨 2015-09-25 - 웨이백 머신
- 유재훈 한국예탁결제원 사장, ‘SIBOS 2015’ 참가
- <서경이 만난 사람>유재훈 예탁결제원 사장[깨진 링크(과거 내용 찾기)]
- 유재훈 예탁결제원 사장 "거래소 보유 예탁결제원 지분 단계적 축소"[깨진 링크(과거 내용 찾기)]
- 한국예탁결제원 주도 아시아펀드표준화포럼 출범
- 유재훈 사장 "전자투표·위임장, 모바일 서비스로 이용도 높일 것" 보관됨 2016-03-06 - 웨이백 머신
- "부산 지리적 강점 살려 중국 자본·외환시장과 윈윈해야"
- 유재훈 예탁결제원 사장, ‘제2회 국제지식경제연차회의’ 참가 보관됨 2015-11-17 - 웨이백 머신
- <아시아초대석> 유재훈 예탁결제원 사장, "금융계의 '삼성전자' 만들 토대 다지겠다" 보관됨 2015-11-23 - 웨이백 머신
- 유재훈 예탁결제원 사장 'ASIFMA 연차회의' 참가
- 유재훈 사장, “거래소-예탁원 분리, 자본시장 확대 위해 꼭 필요”
- 2016년 신년사 유재훈 한국예탁결제원 사장 보관됨 2016-03-04 - 웨이백 머신
- 유재훈 예탁원 사장 "증권형 크라우드펀딩, 자본시장 건전성 제고에 기여"[깨진 링크(과거 내용 찾기)]
- <2016 증권대상> IT혁신부문 금상 / 한국예탁결제원
- <명사의 서가> ①유재훈 예탁원 사장 "꾸준히 혁신의 길 걷겠다"[깨진 링크(과거 내용 찾기)]
- <명사의 서가> ②유재훈 "책에서 완벽한 낯섦 만끽…침대 못벗어나면 죽은삶"[깨진 링크(과거 내용 찾기)]
- 유재훈 예탁결제원 사장 "전자증권제도 도입해 시장 투명성과 효율성 높이겠다"
- 유재훈 예탁결제원 사장, 日 예탁결제회사와 현안 논의
- 유재훈 한국예탁결제원 사장 초청 '제31회 동아비즈니스포럼' 성료
- <CEO취재파일> 예탁결제원이 웬 박물관? 만화에 빠졌던 유재훈 사장 이번엔… 보관됨 2016-07-11 - 웨이백 머신
- 유재훈 예탁결제원 사장, NFS 점검차 인니 방문
- 유재훈 예탁결제원 사장 "자본시장 혁신 키워드는 '中'·'핀테크'" 보관됨 2016-06-25 - 웨이백 머신
- 유재훈 예탁원 사장, ISLA 총회 참석
- 유재훈 예탁원 사장 "전자증권제 조기 시행 추진" 보관됨 2016-08-20 - 웨이백 머신
- 정권말 금융 CEO '막차 티켓' 주인공은 누구?
- 중국자본시장연구회 사단법인으로 독립…초대 회장에 유재훈 예탁원 사장
- 유재훈 사장 "아시아에 금융한류 일으킬 것…인니에 韓시스템 수출성공" 보관됨 2016-09-11 - 웨이백 머신
- AIIB 자문단에 현오석 전 부총리·회계감사국장에 유재훈씨
- 이데일리TV <이데일리 초대석> 제388회 한국예탁결제원 유재훈 사장
- 예탁원, 중국사회과학원 금융정책연구소와 ‘한·중 금융합작 고위급 포럼’개최
- 유재훈 예탁원 사장 "AIIB 회계국장, 나라의 중요한 일"
- 유재훈 예탁결제원 사장 "담보목적 대차제도 도입 중점추진"
- 부산대, 유재훈 한국예탁결제원 사장에 감사패
- 예금보험공사 유재훈 사장 취임..."금융안정계정 도입"
- 유재훈 예금보험공사 사장 2023년 신년사 "예금보험공사, 부실 발생 사전에 예방"
- 예보 홍보대사에 특전사 출신 유튜버 박은하 씨
- 예금보험공사 유재훈 사장 취임 100일 기자간담회
- 예보 사장 "예금보호 대상 확대할 것...연금저축 별도 보호"
- 예금보험 3.0 시대...예금보호한도 인상 '신중'
- 예보, 2023년 예금보험자문위원회 전체회의 개최
- 예보 반려해변 입양 및 환경정화 활동
- 예보, 원산도해변 반려해변 입양...수협은행과 공동 정화활동
- 유재훈 예보사장, 세계적 석학 딥비그와 예보제도 개선 논의
- 예보 사장 "새로 등장하는 금융상품도 예금보호 대상 편입 검토"
- "예금자 보호 넘어 금융 소비자 보호"...'예금보험3.0'으로 박차
- 새 경영비전... 보호한도 인상 논의 속 역할 '확대'
- 유재훈 사장, '기금 체계 개선' 작업 드라이브 건다
- 예금보험공사 유재훈 사장, NO-EXIT 마약근절 캠페인 참여
- 유재훈 예금보험공사 사장, 마약근절 캠페인 참여
- The FDIC Announces Memorandum of Understanding with Korea Deposit Insurance Corporation, Formalizing Information Sharing and Cooperation Related to Resolution Planning and Implementation
- 예보, 美연방예보와 '상호교류.정리부문'협력 MOU
- 예보, 미국 연방예금보험공사와 정리부문 협력 MOU 체결
- 유재훈 예보 사장, 국제예금보험기구협회(IADI) 집행이사 선출
- 예보, 전 세계에 보험제도 노하우 전파한다...선진 금융행보 주목
- 예보, 소외동포 위한 사회공헌 사업 MOU 체결
- 유재훈 예보 사장 "정리제도 개선 통해 위기 역량 제고"
- 예보, AI로 '예금보호 표시제도' 점검한다
- 유재훈 예보 사장 "금융시장 불안 조짐 신속 대응...금안계정 도입 최선"
- 예보 사장 "저축은행 유동성 부족 대비 조달계획 지속 점검 필요"
- 예보, 부실보험사 정리 협력 위해 인니 금융감독청과 MOU
- 유재훈 예보사장 "디지털 뱅크런 대비 '신속정리제도' 필요"
- "급변하는 금융환경 대응"...예보, 디지털 전환 본격화
- 예금보험공사, 충주시와 지역발전 위한 협약 체결
- 유재훈 예보 사장, 유럽부흥개발은행 소속 동유럽거래소 사장단 면담
- 예보, 한국자금중개와 함께 사할린동포 후원사업 실시
- 예보, 책임경영 강화 위해 '내부통제위원회' 출범
- 유재훈 예보사장 "최적의 위기대응체계 갖춰야"
- 유재훈 예보 사장 “예보료율 한도 연장, 차질 없이 추진”
- "해외 사례서 나아갈 길 벤치마킹" 예보, ICS 워킹그룹 본격 활동
- 유재훈 예보 사장, 인도네시아 예금보험기구 부의장 면담
- "몽골 예보 발전에 韓 예보 자문제공 큰 도움"
- 예보, 25개국과 '글로벌트레이닝 프로그램' 실시
- 경제교육단체협의회, 교육부·예보와 MOU…"경제교육 활성화 협력"
- 예보 "사할린동포 위해 3000만원 조성해 후원사업 실시"
- 유재훈 예보 사장, ADB 및 타지키스탄 금융당국 방문단 면담
- 유재훈 결단…패럴림픽 유망주 배출로 '두마리 토끼' 잡다
- 중진공-예보, 지역사회 상생 위한 업무협약
- 예금보험공사, 청계천 본사서 농산물 직거래장터 열어
- 예보, 국제보험계약자보호기구포럼 제1부의장 선출
- 유재훈 예금보험공사 사장, 아동학대예방 캠페인 동참
- 유재훈 예보 사장, '아동학대예방 릴레이 캠페인' 참여
- 예금보험공사, 군대 장병 대상 ‘생활금융교육’ 실시
- 예보, 日 금융청과 정리부문 협력 서한 교환
- 유재훈 예보 사장, 국제예금보험기구협회 연차총회 참석
- 유재훈 예보 사장 "예금자 보호 한도 1억원 상향, 최적의 실천 방안 모색"
- 유재훈 예보 사장 “예금보험한도 1억원 장단점 분석…최적 방안 시행”
- 유재훈 예보 공사 사장 "금융안정계정 도입해야"
- 유재훈 예보 사장, 라오스·캄보디아 예보제도 도입 개선을 위한 고위직 면담 및 MOU 체결
- 유재훈 예보 사장, 베트남 예보 대표단 면담
- 예보, 차등보험료율제 공청회 개최…"리스크 관리 잘하면 보험료 적게"
- 예금보험공사-한국경제학회, 공동 정책심포지엄 개최
- 한국자금중개·예보, 원폭피해·다문화동포 후원금 전달
- [신년사] 예보 사장 "금안계정·정리제도 개선 최우선 과제"
- 예금보험공사, 제2대 홍보대사에 방송인 이혜성 위촉
- 예보, 전통시장서 '설 명절맞이 장보기 행사'
- 유재훈 예보 사장, 국제예금보험기구협회 아태지역위원장 선출
- 한국증권학회·예금보험공사 '2025 KDIC 아태포럼' 개최
- 유재훈 예보사장, 일본 JIPF와 금투업권 예보기구 간 협력 강화를 위한 MOU 체결
- 대한적십자사, 예금보험공사와 '사회공헌 활성화' 업무협약
- 예보, 홍보 전문위원에 박용후 관점 디자이너 위촉
- '입양' 대통령 표창 유재훈 예보 사장 "해외입양 고정관념 안돼"
- 유재훈 예보 사장 “금융안정계정·부실금융사 신속정리제도 도입 시급”
- 예보, 금융사 예금보험료율 재산정…할증등급 11개사 증가
- 예보-한국자금중개, 해외동포 후원금 9000만원 전달
- 유재훈 예보 사장, EU 단일정리위 의장과 정리제도 협력 논의

1. ↑  “예탁결제원 신임 사장에 유재훈 증선위원”. 뉴시스. 2013년 11월 22일. 2013년 11월 22일에 확인함.
2. ↑  “예탁원 사장 후보에 유재훈 금융위 상임위원”. 비즈니스 와치. 2013년 11월 22일. 2013년 11월 22일에 확인함.
3. ↑  “예탁원 '젊은피'를 원했나? 신임사장 유재훈 지지율 99.7%”. 한국경제. 2013년 11월 22일. 2013년 11월 23일에 확인함.
4. ↑  “Hope despite the obstacles: outlook bright for RMB in Korea, says KSD chairman”. Global Capital/ASIAMONEY. 2015년 2월 3일. 2015년 2월 3일에 원본 문서에서 보존된 문서. 2015년 2월 4일에 확인함.
5. ↑  “캠코, 23일 국유지 효율화 방안 행사 개최”. 뉴스핌. 2010년 6월 14일. 2010년 6월 14일에 확인함.
6. ↑  “[인터뷰] 유재훈 증권선물위원회 신임 상임위원”. 연합인포맥스. 2012년 3월 13일. 2012년 3월 13일에 확인함.
7. ↑  “신임 예보 사장에 유재훈 전 예탁원 사장”. 연합뉴스. 2022년 11월 10일. 2022년 12월 9일에 확인함.
8. ↑  “International Association of Deposit Insurers(IADI) - Executive Council”. 2022년 12월 9일에 확인함.

## 참고 자료
- 유재훈 NAVER 인물검색
- 유재훈 Daum 인물검색